# Santalla
Santalla är en kommunhuvudort i Spanien.   Den ligger i provinsen Province of Asturias och regionen Asturien, i den nordvästra delen av landet, 400 km nordväst om huvudstaden Madrid. Santalla ligger 558 meter över havet och antalet invånare är 565.
Terrängen runt Santalla är kuperad. Runt Santalla är det glesbefolkat, med 9 invånare per kvadratkilometer. Närmaste större samhälle är Fonsagrada, 15,6 km söder om Santalla. I omgivningarna runt Santalla växer i huvudsak blandskog.